# کامیلو گلجی
کامیلو گُلجی یا کامیلو گُلژی (به ایتالیایی: Camillo Golgi) (زادهٔ ۷ اوت ۱۸۴۳ – درگذشتهٔ ۲۱ ژانویهٔ ۱۹۲۶) زیست‌شناس ایتالیایی که به همراه سانتیاگو رامون کاخال  برندهٔ جایزه نوبل فیزیولوژی و پزشکی در سال ۱۹۰۶ به خاطر مطالعهٔ دستگاه عصبی بود.
او توانست با بهره‌گیری از میکروسکوپ نوری، جسم موسوم به گُلجی (گُلژی) را که از اندامک‌های غشادار درون‌سلولی است کشف کند. به افتخار این دانشمند، نام اندامک تازه کشف‌شده را گُلجی (با تلفظ فرانسوی: گُلژی) نامیدند.